# 甘文焜
甘文焜（1632年—1674年），字炳如，汉军正蓝旗人，清初将领石匣副将甘应魁之子。

## 生平
甘文焜善于骑射，喜爱读书，尤其仰慕古代忠孝之事。初以官学生身份被授予兵部笔帖式。后多次升迁至礼部启心郎，屡次奉旨办事深称旨意。
康熙初年，授任大理寺少卿，后升任为顺天府府尹。
康熙六年，甘文焜担任直隶巡抚，上奏请求恢复巡历的旧制。朝廷对其优良治绩加以奖励，任命他为工部侍郎。
康熙七年，甘文焜升任云贵总督，驻镇贵阳。当时吴三桂镇守云南，意欲凭借边境上的争端巩固自己的兵权，谎报吐蕃康东入侵进犯，想欺骗甘文焜转移军队，又暗地里唆使凯里的各苗族武装趁机从后面袭击。甘文焜已经预测到康东不会有什么大的作为，凯里却近在肘腋，不将其制服的话祸患将会滋长扩大，就先指挥部队捣毁了凯里苗族的老巢，斩杀了苗族首领阿戎。平定了祸乱之后，与云南的军队约定会合讨伐康东。吴三桂害怕诈谋泄露，只好说康东已经远逃，从此更加畏惧他。甘文焜巡行视察遍了云南、贵州的各个府州。
康熙十年，母亲去世，朝廷命令他在任上为其母守孝。甘文焜又派兵攻击斩杀了臻剖的苗族首领阿福。上书请求回去为母下葬，朝廷准予休假，回家治理丧事。吴三桂趁机请求以云南巡抚的身份兼任都督，吴三桂命令治下的士兵都到云南接受指挥调度，然后用好处收买他们，希望他们能够被自己利用。
康熙十二年，甘文焜官复原职，恰逢撤藩争议蜂起。吴三桂造反，杀害了巡抚朱国治，派遣其同党直逼贵阳。甘文焜听闻叛变，派他的族弟甘文炯持奏书入京急报，又通牒命令提督李本深率兵扼守盘江。李本深已怀叛变之心，先用书信窥探甘文焜的本意。甘文焜亲自写信回复他，希望他能仿效张巡、南霁云誓死坚守，然而李本深不理睬他。李本深的军队已经收到了吴三桂的好处，纷纷溃乱不听从调度。甘文焜预计贵阳防守不住，为不使家室遭受污辱就命令侧室率领妇仆女儿七人上吊自杀，自己带着四子甘国城奔赴镇远，想召集湖北的军队扼守险要关隘，使叛贼不能向北进兵。
康熙十二年十二月初一，甘文焜到达镇远，当时的守将江义已归降吴三桂，拒绝并不接纳他。甘文焜渡河来到吉祥寺，江义派兵将吉祥寺团团围住。甘文焜朝京城方向拜了两拜，拔出佩刀想要自杀，四子甘国城大喊请求先死，夺下甘文焜的佩刀先自刎然后还给甘文焜，尸体才仆倒在地，鲜血溅到甘文焜的衣服上。甘文焜说：“这个孩子比我勇敢！”接着就自杀而死，时年四十二岁。

## 身后
叛乱平定，贵州巡抚杨雍建将甘文焜的为政成绩和为国而死的情状上报朝廷，朝廷准予从优抚恤，追赠甘文焜为兵部尚书，谥号“忠果”。

## 家庭
- 父甘应魁，清初石匣副将。
- 曾孙甘运源（字道渊，号啸岩、十三山外史），工诗，善书画，尤善刻小印，有《啸岩诗存》。与李斗交往。

## 相关
- 甘家口

## 延伸阅读
[在维基数据编辑]
 《清史稿·卷252》，出自趙爾巽《清史稿》